# Rotâmetro
Rotâmetro é um dispositivo utilizado para medir a vazão de um líquido ou gás num tubo e pertence à classe de medidores de área variável. Estes dispositivos medem o fluxo de um fluido fazendo-o passar por um tubo de secção variável.
Por vezes o medidor de vazão de área variável é também designado por "rotâmetro".

## Introdução
O medidor de vazão de área variável é, em geral, constituído por um tubo transparente com escala onde um flutuador (ou bóia) move-se livremente dentro deste tubo. O equilíbrio é atingido quando a diferença de pressão e impulsão do fluido compensam a força gravitacional. 
À medida que o fluxo do fluido aumenta, maior área (entre o corpo flutuante e as paredes do tubo) é necessária para suportar o fluxo, fazendo com que o corpo flutuante seja empurrado para cima. Os flutuadores utilizados podem ter diversos formatos, sendo que as esferas e os elipsóides são os mais comuns. O flutuador possui também um formato que lhe permite rodar à volta do seu eixo vertical à medida que o fluido atravessa o tubo, permitindo verificar se este encontra-se preso, uma vez que apenas pode rodar estando livre. 
Repare-se que “corpo flutuante” ou "flutuador" não significa que o corpo flutua no fluido. De fato, o flutuador deve ter uma densidade superior à do fluido, caso contrário seria levado (flutuaria) para a parte superior do tubo assim que o fluido começasse a circular.

## Vantagens
- Um medidor de vazão de área variável não requer qualquer alimentação externa, uma vez que utiliza as propriedades do fluido, em conjunto com a gravidade, para medir o caudal.
- Um medidor de vazão de área variável é um dispositivo de construção simples, que pode ser fabricado em grandes quantidades a partir de materias de baixo custo.

## Desvantagens
- Por depender da força da gravidade, um medidor de vazão de área variável deve sempre estar orientado verticalmente, com o fluido a circular no sentido ascendente.
- Por depender das propriedades do fluido, a escala de um dado medidor de vazão de área variável tem precisão apenas para uma dada substância. Das características do fluido, a que tem maior destaque é a densidade, sendo que a viscosidade pode também ter um papel significante.
- Os corpos flutuantes são em geral projectados para serem insensíveis à viscosidade, embora seja raramente verificado nas especificações dos fabricantes. Para ultrapassar este problema, diferentes medidores de vazão de área variável podem ser utilizados para diferentes viscosidades ou diferentes escalas podem ser utilizadas no mesmo dispositivo.
- Medidores de vazão de área variável em geral demandam o uso de vidro ou outro material trasparente para que se possível ver a posição do corpo flutuante, o que pode limitar sua utilização apenas a aplicações com fluidos não corrosivos.
- Em geral, não são facilmente adaptáveis para leituras automáticas, embora flutuantes magnéticos que controlam um elemento externo ao tubo também possam ser utlizados.

## História
O primeiro medidor de área variável com corpo flutuante foi inventado por Karl Kueppers na cidade de Aachen, na Alemanha, no ano de 1908 e descrito pela patente alemã número 215225. Felix Meyer fundou a primeira indústria “Deutsche Rotawerke GmbH” que reconheceu a
importância desta invenção. A Deutsche Rotawerke GmbH melhorou a invenção com novas geometrias do flutuante (corpo) e do tubo. Kueppers inventou uma geometria especial para o interior do tubo que permitia uma leitura escalar linear de leitura. 
A marca Rotameter foi registada pela empresa britânica GEC Rotameter Co. em Crwaley, que ainda hoje existe, tendo sido posteriormente passado pelo controlo das empresas KDG Instruments, Solartron Mobrey e por último da Emerson Process Management...